# Peñamellera Alta
Peñamellera Alta är en kommun i Spanien.Den ligger i den autonoma regionen Asturien i norra delen av landet, 300 km norr om huvudstaden Madrid. Antalet invånare är 518 (2024). Arean är 92,19 kvadratkilometer. Peñamellera Alta gränsar till Cabrales, Llanes, Peñamellera Baja och Tresviso. 